# Omaggio prussiano (Matejko)
L'Omaggio prussiano (polacco: Hołd pruski) è un dipinto a olio su tela del pittore polacco Jan Matejko realizzato tra il 1879 e il 1882 a Cracovia (allora parte dell'Austria-Ungheria). Il dipinto raffigura l'"Omaggio prussiano", un significativo evento politico del tempo del Rinascimento in Polonia nel quale Alberto di Hohenzollern, duca di Prussia, rese omaggio e giurò fedeltà a re Sigismondo I il Vecchio nella piazza del mercato di Cracovia il 10 aprile 1525. Matejko raffigurò nell'opera oltre trenta importanti figure del periodo rinascimentale polacco, prendendosi la libertà di includerne parecchie che non erano effettivamente presenti all'evento.
Il dipinto glorifica questo evento del passato della Polonia e la sua cultura, nonché la maestà dei suoi re. Allo stesso tempo, il dipinto ha sottotoni più cupi, riflettendo i tempi travagliati che capitarono alla Polonia alla fine del XVIII secolo, poiché il Regno di Prussia sarebbe divenuta una delle potenze spartitrici che avrebbero posto fine all'indipendenza della Polonia. Il dipinto è stato visto da alcuni come antiprussiano, predicendo quello che era percepito come un tradimento nei confronti della Polonia; altri hanno notato che esso è critico anche verso la Polonia, in quanto Matejko incluse segni che indicavano come questo momento apparentemente trionfale fosse in realtà una vittoria vuota, sprecata. Matejko creò il suo dipinto per ricordare agli altri la storia del paese non più indipendente che lui amava, e le mutevoli vicissitudini della storia. Il dipinto è annoverato tra i suoi capolavori.

## Storia
Matejko cominciò a dipingere l'Omaggio prussiano alla vigilia di Natale del 1879 e lo finì nel 1882. Lo donò alla nazione polacca durante la riunione della Dieta della Galizia (Sejm Krajowy) a Leopoli (Leopoli) il 7 ottobre 1882 allo scopo di iniziare una collezione tesa a rivitalizzare il rifacimento del Castello del Waweł. Fu successivamente esposto a Cracovia, Leopoli e Varsavia, nonché a Berlino, Parigi, Budapest e soprattutto a Roma e Vienna. Quando ritornò a Cracovia nel 1885, il dipinto fu temporaneamente esposto nel Museo del Mercato dei tessuti perché il Castello reale del Waweł era occupato all'epoca dall'esercito austriaco, in quanto Cracovia faceva parte della Spartizione austriaca della Polonia.
A causa del carattere pro-polacco e anti-prussiano del dipinto l'imperatore tedesco Guglielmo I si oppose ala proposta di ricompensare Matejko. Durante questo periodo, la Prussia stava tentando di sopprimere la cultura polacca nel suo territorio e di germanizzarla. Durante la Seconda guerra mondiale, i Nazisti tentarono sistematicamente di distruggere tutti i manufatti culturali polacchi nella Polonia occupata. Questo dipinto, insieme al dipinto di Matejko della battaglia di Grunwald, era sulla loro "lista dei più ricercati". Fortunatamente fu nascosto e protetto durante tutta la guerra nella città di Zamość.
Per la maggior parte del XX e all'inizio del XXI secolo, il dipinto fu custodito nella galleria del Museo nazionale nell'edificio del Mercato dei tessuti a Cracovia (Sukiennice), dove di solito è esposto nella Sala dell'Omaggio prussiano.
L'ultimo restauro nel Museo nazionale risale al giugno 2008. Il dipinto era stato restaurato precedentemente nel 1915 e nel 1938. Durante la Seconda guerra mondiale rimase danneggiato mentre si trovava a Zamość, e fu restaurato nel 1945. Nel 1974, degli esperti tentarono di nuovo di riportarlo alla sua condizione originaria prima che andasse in esposizione al pubblico a Mosca. Il più recente processo di restauro ebbe luogo fra il 2006 e il 2008, quando il dipinto fu finalmente restituito alla sua antica gloria.
Nel 2011, il dipinto fu inviato in Germania per una mostra d'arte intitolata "Polonia – Germania Fianco a Fianco", che fu promossa come parte del progetto 1.000 anni di arte e di storia del Castello reale del Wavel in cooperazione con il salone d'esposizione Martin-Gropius-Bau di Berlino. Fu in mostra là fra il 23 settembre 2011 e il 9 gennaio 2012.

## Significato
Questo dipinto è considerato tra le opere più famose di Matejko ed è anche una delle sue tele più grandi. Essa ritrae un evento di significativo trionfo politico per la Polonia, l'omaggio prussiano, nel quale la Polonia fu in grado di imporre la sua volontà alla Prussia. La Prussia in seguito ottenne l'indipendenza e si rivoltò contro la Confederazione polacco-lituana, diventando una delle nazioni che si divisero la Polonia. Il dipinto di Matejko fu creato durante il periodo delle spartizioni, quando la Polonia indipendente aveva cessato di esistere, e come molte altre delle opere di Matejko, esso mirava a ricordare al popolo polacco i suoi più famosi trionfi storici.
Allo stesso tempo, il dipinto adombra le tragedie del futuro attraverso i gesti e le espressioni facciali di certi personaggi. Ciò è visibile, ad esempio, nelle figure di re Sigismondo I il Vecchio e Alberto di Hohenzollern, che si sta inginocchiando davanti a lui. Sigismondo è ritratto come una figura potente e maestosa ma non minacciosa. Egli tratta Alberto con leggerezza, significando che questo evento era solo una vittoria temporanea e non una dominazione totale o duratura che aveva schiacciato il suo avversario. Il personaggio di Alberto è ritratto con molti segni del suo intento scellerato. Si inginocchia su entrambe le ginocchia, ciò che un duca dovrebbe fare solo di fronte a un Dio, non a un sovrano. Ciò implica che egli non vede Sigismondo come un sovrano. Afferra il suo stendardo con forza, ma tocca la Bibbia solo leggermente. Lo stendardo sventola su una lancia militare, implicando che la Prussia aveva ulteriori ambizioni militari. Infine, c'è un guanto per terra, una sfida implicita a Sigismondo da parte di Alberto.
A causa della sua critica ad Alberto e dell'evento che ritraeva, il dipinto è spesso considerato fortemente anti-prussiano. Mentre sembra glorificare la Polonia, è anche critico verso il paese. Matejko andò oltre la raffigurazione della gloria di un evento storico e tentò di comunicare indizi su come la storia del paese si sarebbe svolta nel futuro. Questo evento era semplicemente una vittoria vana che non riusciva a garantire il futuro della Polonia. Matejko mostra che l'omaggio era un gesto vuoto e che era la Prussia a sfruttarlo piuttosto che la Polonia. Nessuno nel dipinto sta sorridendo, eccetto una dama della corte che è impegnata in pettegolezzi oziosi.
Il dipinto è stato argomento di numerosi studi storici ed è stato reinterpretato attraverso le opere di artisti come Tadeusz Kantor. Nel 1992, il gruppo di cabaret Piwnica pod Baranami organizzò una ricostruzione storica del dipinto.

## Personaggi storici nel dipinto
Matejko dipinse molte importanti figure del periodo rinascimentale polacco incluso prendersi la libertà di includerne almeno una che non era realmente presente all'evento. Nello stesso tenore, sebbene l'evento raffigurato avesse luogo nel 1525, Matejko dipinse frammenti del Sukiennice in stile rinascimentale, una forma che risale all'anno 1555, dopo che un incendio distrusse l'edificio nel suo stile gotico originale. Nello sfondo è visibile la Basilica di Santa Maria.
Al centro del dipinto, Alberto, duca di Prussia, si sta inginocchiando davanti a re Sigismondo I il Vecchio di Polonia. Sigismondo II Augusto è mostrato qui come un bambino di 5 anni con indosso un vestito rosso, sorretto da Piotr Opaliński, il precettore di corte. Matejko ritrasse Józef Szujski, professore dell'Università Jagellonica, come Opaliński. Sono dipinte anche altre trentuno figure politiche contemporanee dell'evento, tra le quali:
- Dietro Alberto, duca di Prussia, ci sono altri due sovrani tedeschi, Giorgio di Brandeburgo-Ansbach e Federico II di Legnica, che si uniscono ad Alberto nell'omaggio.[6]
- Nello spazio tra George e Frederick, vi è il castellano Łukasz II Górka (l'uomo vecchio con la barba), che era un simpatizzante della Prussia.[6]
- Il consigliere di Alberto, Frederic von Heideck, è dietro lo stendardo, in attesa di riceverlo dopo che la scena è terminata.[6]
- Il vescovo di Cracovia, Piotr Tomicki (che indossa una mitra da vescovo), è in piedi a destra di re Sigismondo.[12]
- L'uomo che sorregge una spada è Hieronymus Jaroslaw Łaski, diplomatico e nipote dell'arcivescovo Jan Łaski.[6][12] Entrambi gli uomini sono mostrati a destra del re, in cima alla folla. Jan è separato da Hieronymous dal vescovo Tomicki.[6] Hieronymous tiene la spada con la quale Alberto sarà fatto cavaliere in maniera rigida come monito al sovrano prussiano.[6]
- La duchessa Anna Radziwiłł, sovrana di Masovia, appare in alto a sinistra. Storicamente, la Duchessa morì nel 1522 prima dhe l'evento si verificasse. Tuttavia, Matejko la incluse nel dipinto per enfatizzare la connessione tra la Masovia e la Polonia.[6][12]
- Janusz III di Masovia, l'ultimo duca di Masovia della stirpe dei Piast. Morì in giovanissima età nel 1526.[12]
- Edvige Iagellona, elettrice di Brandeburgo, che era figlia di Sigismondo I il Vecchio e della sua prima moglie Barbara Zápolya. I suoi genitori pianificarono il suo matrimonio con il principe Janusz. La morte del duca rovinò i loro piani. Il personaggio fu modellato da Matejko sulla figlia Beata. Si cede appena sotto Anna Radziwiłł in alto a sinistra del dipinto the topi.[2]
- Mauritius Ferber, vescovo di Warmia, e Krzysztof Kreutzer, diplomatico prussiano, sono impegnati in una discussione appena sotto e a sinistra di Edvige.[6] Ferber appare preoccupato e fa un gesto scaramantico ben nascosto; Kreutzer tenta di calmarlo.[6]
- La regina Bona Sforza appare al centro sinistra. Matejko usò sua moglie Teodora come modella per la regina.[2][6]
- Piotr Kmita Sobieński, gran maresciallo della Corona e governatore di Cracovia, appare con la mano destra deliberatamente alzata, un gesto per esigere silenzio e ordine dalla folla.[6]
- Przecław Lanckoroński, starosta di Chmil'nyk, appare a cavallo nell'angolo inferiore destro del dipinto.[12] È un notevole comandante militare e la sua figura personifica la prodezza militare ancora rispettabile della Confederazione.[n 2][6]
- Il vecchio con i baffi in bianco sopra il vescovo Ferber e a sinistra della duchessa Anna è il principe Konstanty Ostrogski, grande hetman (comandante militare supremo) della Lituania, voivoda (governatore) di Trakai, e castellano di Vilnius.[6][12]
- Situato a destra del principe Ostrogski e con indosso un elmo è Jan Amor Tarnowski, il governatore di Cracovia che in seguito avrebbe raggiunto alte cariche militari. Questo ritratto era basato su Stanisław Tarnowski, professore dell'Università Jagellonica e storico letterario che avrebbe pubblicato la biografia di Matejko quattro anni dopo la sua morte.[6][12]
- L'uomo che prende le monete dal vassoio è Andrzej Kościelecki, tesoriere e maresciallo di corte che gestiva con abilità le finanze dello stato.[6][12] Apparendo orgoglioso, senza preoccupazioni, che vede solo la vittoria, simboleggia l'importanza e la ricchezza dei funzionari polacchi del periodo.[6]
- A destra della grande figura nera di Opaliński vi è Krzysztof Szydłowiecki che era uno dei principali consiglieri in materia di affari esteri.[12] Tenendo il globo crucigero, era una delle principali figure della politica contemporanea polacca e prussiana e il suo viso preoccupato mette in dubbio l'onestà della cerimonia.[6]
- Mikołaj Firlej, castellano di Kraków, è situato fra Krzysztof Szydłowiecki e Andrzej Tęczyński.[6][12] Uno dei molti personaggi con un'espressione preoccupata. Firlej, un rispettato capo militare, sta considerando la possibilità che la Prussia diventi una potenza militare.[6]
- Andrzej Tęczyński, insegna di Cracovia, che in seguito divenne castellano di Cracovia, sembra che tenga la bandiera nell'angolo superiore destro.[12] Sta avendo difficoltà a tenere la bandiera polacca aperta, che ancora una volta adombra i problemi all'orizzonte[6]
- Albrecht Goštautas (Olbracht Gasztołd), cancelliere del granducato di Lituania e voivoda di Vilnius, è appena visibile nella parte superiore destra del dipinto.[6][n 3] La sua presenza nel dipinto è intesa simboleggiare la saggezza del re come legislatore.[12]
- Sotto il re siede Stańczyk. Il suo volto preoccupato mostra il dubbio che l'omaggio significherà la vittoria a lungo andare, e sta facendo un gesto per scacciare la sfortuna.[6][12]
- Nell'angolo inferiore sinistro del dipinto, mentre tiene un documento che porta il sigillo reale, è in piedi Bartolomeo Berecci, architetto che ricostruì il Castello reale del Waweł.[6] Accanto a lui vi è Seweryn Boner, un importante cittadino e banchiere.[6] Il suo viso è uno dei due autoritratti di Jan Matejko. Il secondo è il viso del giullare reale Stańczyk.[12] Come Berecci, Matejko si ritraeva come un'eminenza grigia, dominando la scena, con uno scettro reale nella mano.[6]

### Personaggi generici di qualche rilievo
Anche alcuni personaggi generici di minore importanza furono raffigurati da Matejko nel dipinto. I seguenti personaggi sono:
- Un vecchio soldato teutonico è mostrato sotto Edvige; rappresenta la fine dell'Ordine teutonico.[6]
- Sotto il soldato ai piedi del dipinto, un esecutore o una guardia cittadina tiene d'occhio la folla, assicurandosi che nessun tumulto rovini la cerimonia.[6]
- In cima al dipinto, si può vedere una colomba che simboleggia la pace.[6]

### Annotazioni
1. ↑  Tecnicamente, il dipinto fu donato alla città di Cracovia.
2. ↑  Ma oltre la sua giovinezza.
3. ↑  Il re gli affidò la supervisione della redazione dello Statuto della Lituania

### Fonti
1. 1 2   Welcome, Prussian Homage at Wawel Castle, su cracow.welcome.com.pl, Welcome.com. URL consultato il 13 settembre 2011 (archiviato dall'url originale il 31 marzo 2012).
2. 1 2 3   Agnieszka Janczyk, The Prussian Homage, in Painting, Zamek Królewski na Wavelu. URL consultato il 29 agosto 2011 (archiviato dall'url originale il 1º ottobre 2011).
3. 1 2 3   Patrice M. Dabrowski, Commemorations and the shaping of modern Poland, Indiana University Press, 2004,  pp. 59-79, ISBN 0-253-34429-8.
4. 1 2   Museo del Wawel, Temporary exhibitions (archives), in "The Prussian Homage. Matejko for Wawel – Wawel for Matejko", Wavel Krakow.pl. URL consultato l'11 settembre 2011 (archiviato dall'url originale il 5 luglio 2011).
5. ↑   Międzynarodowe Centrum Kultury w Krakowie, International Cultural Centre Cracow, International Cultural Centre, 2004,  p. 59.
6. 1 2 3 4 5 6 7 8 9 10 11 12 13 14 15 16 17 18 19 20 21 22 23 24 25 26 27 28 29 30 31 32 33 34 35 36 37 38 39 40 41 42 43 44 45 46 47 48 49 50 51  (PL) Marek Rezler, Z Matejką przez polskie dzieje: Hołd pruski, su eduseek.interklasa.pl, Interklasa: polski portal edukacyjny. URL consultato l'11 settembre 2011.
7. 1 2   Michael Moran, A Country in the Moon: Travels in Search of the Heart of Poland, Granta Books, 15 maggio 2008,  p. 269, ISBN 978-1-84708-001-1. URL consultato il 14 settembre 2011.
8. 1 2 3   Międzynarodowe Centrum Kultury w Krakowie, International Cultural Centre Cracow, International Cultural Centre, 1º gennaio 2004,  p. 59. URL consultato il 14 settembre 2011.
9. ↑   Jerzy Ślaski, Polska walcząca, 1939-1945, Instytut Wydawniczy Pax, 1986,  p. 61, ISBN 978-83-211-0784-4. URL consultato il 14 settembre 2011.
10. ↑   Adelina Krupski, Wawel Royal Castle presents exciting plans for 2008-2009, su krakowpost.com, Krakow Post. URL consultato il 13 settembre 2011 (archiviato dall'url originale il 27 marzo 2012).
11. ↑   Stanislaw Rozpedzik, Poland and Germany to look back on over 1000 years of shared history in new exhibition, in Artdaily, 30 agosto 2011. URL consultato il 1º settembre 2011.
12. 1 2 3 4 5 6 7 8 9 10 11 12 13 14 15   Halina Blak Kazimierz Nowacki, Remek dela poljskog slikarstva XIX veka iz zbirki Narodnog muzeja u Krakovu, Beograd, Narodni muzej, 1987,  p. 28, OCLC 22946857.

### Ulteriori letture
- Halina Blak, Stanislaw Grodziski, Prussian Homage, painting by Jan Matejko, Cracovia, Literary Publishing, 1990.
- Halina Blak, The Prussian Homage by Jan Matejko, Varsavia, 1977.
- Maria Bogucka, Hołd pruski, Wydawn. Interpress, 1982. URL consultato il 14 settembre 2011.